# Chiesa dei Santi Marcellino e Pietro (Imbersago)
La chiesa dei Santi Marcellino e Pietro è l’edificio religioso parrocchiale di Imbersago, in provincia di Lecco ed arcidiocesi di Milano.
Nonostante la costruzione dell'odierno edificio risalga solo al 1608, può vantare una storia millenaria che secondo alcuni storici si può far risalire alla seconda metà del I millennio.

## Storia

### Prime tracce della chiesa

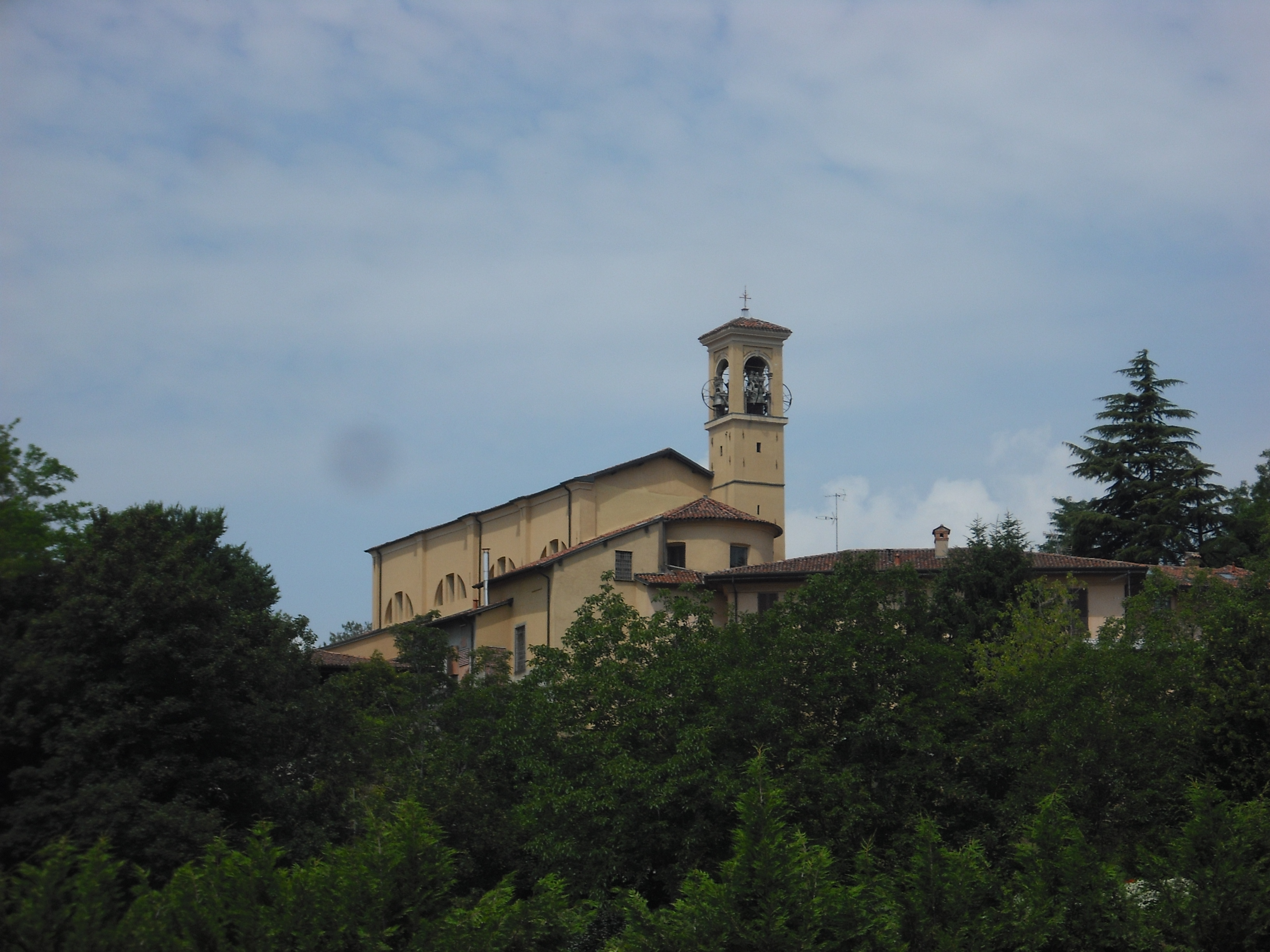
La chiesa di San Marcellino vista dal cimitero di Imbersago

La dedica ai due santi Marcellino e Pietro è abbastanza inusuale, e di solito era tipica di località di una certa rilevanza, quali Usmate Velate (che in passato era una corte regia) o Besana in Brianza. La scelta dei patroni (san Marcellino battezzatore e san Pietro esorcista) potrebbe essere solo un caso o, magari, essere dovuta al suo presunto compito di conversione degli infedeli. Questo porterebbe a far risalire la sua nascita alla metà del V secolo quando il Cristianesimo raggiunse queste zone, o al più tardi alla conversione dei Longobardi.
Nei pressi di San Marcellino (nome che identifica anche la località) è storicamente presente una cava di pietra molera, e l'archeologia insegna che in tempi di crisi, come furono gli anni seguenti alla caduta dell'Impero romano d'Occidente, venissero fondati cantieri nelle zone in cui si trovava il materiale da costruzione. Nonostante questo gli emissari di San Carlo descrissero la chiesa come particolarmente ridotta, quasi si trattasse di una cappella paleocristiana. Questa ipotesi fatta dal Longoni spiegherebbe i motivi per cui la chiesa venne costruita all'esterno del centro abitato, a differenza delle usanze del tempo che richiedevano la chiesa principale entro le mura del castello. Il Longoni conclude che la prima versione di questa chiesa potrebbe risalire all'Alto Medioevo, forse a prima delle invasioni barbariche, ma sottolinea il fatto che la mancanza di approfonditi studi archeologici rendono particolarmente dubbi i risultati.

### La riforma Gregoriana

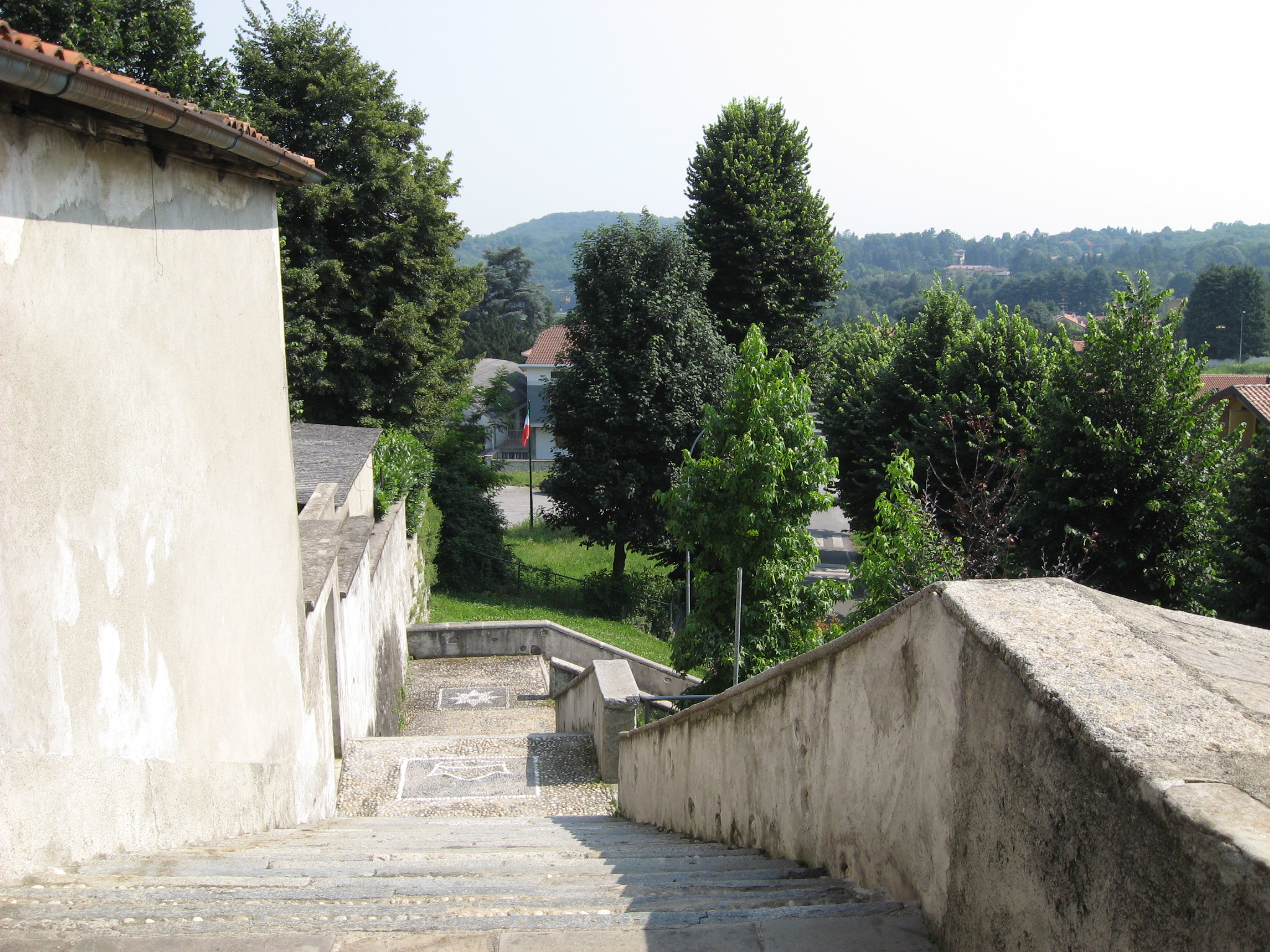
L'antica scalinata

Nell'XI secolo il papa Gregorio VII propugnò una spinta riformista che portò tutte le comunità locali a ritenere più importante la presenza di edifici religiosi in paese. Visto l'elevato interesse, anche le chiese vennero assoggettate ai tributi, e quindi si rivelò necessario un loro censimento. Fu così che venne creato il primo documento ufficiale che parla della chiesa di San Marcellino, il Liber notitiae Sanctorum Mediolani che riportava:
- Imbertiago in monte ecclesia sancti Martini
- loco Imberciago ecclesia sanctorum Marcellini et Petri
- loco Imbertiago eclesia sancti Pauli
- Satirana ecclesia sancti Petri

Il secolo successivo la Notitia cleri Mediolanensis de anno 1398 associa alla chiesa di San Marcellino la casa di un cappellano. In questo documento non vengono citate le altre chiese, il che dimostra che all'edificio veniva riconosciuta una certa autonomia, comprensiva delle spese di sostentamento di un sacerdote. Le altre chiese cittadine erano assegnate al signore di Imbersago, che quindi provvedeva al pagamento delle imposte e, in cambio, poteva fregiarsi del titolo di cappellano.

### Le prime fonti cartacee

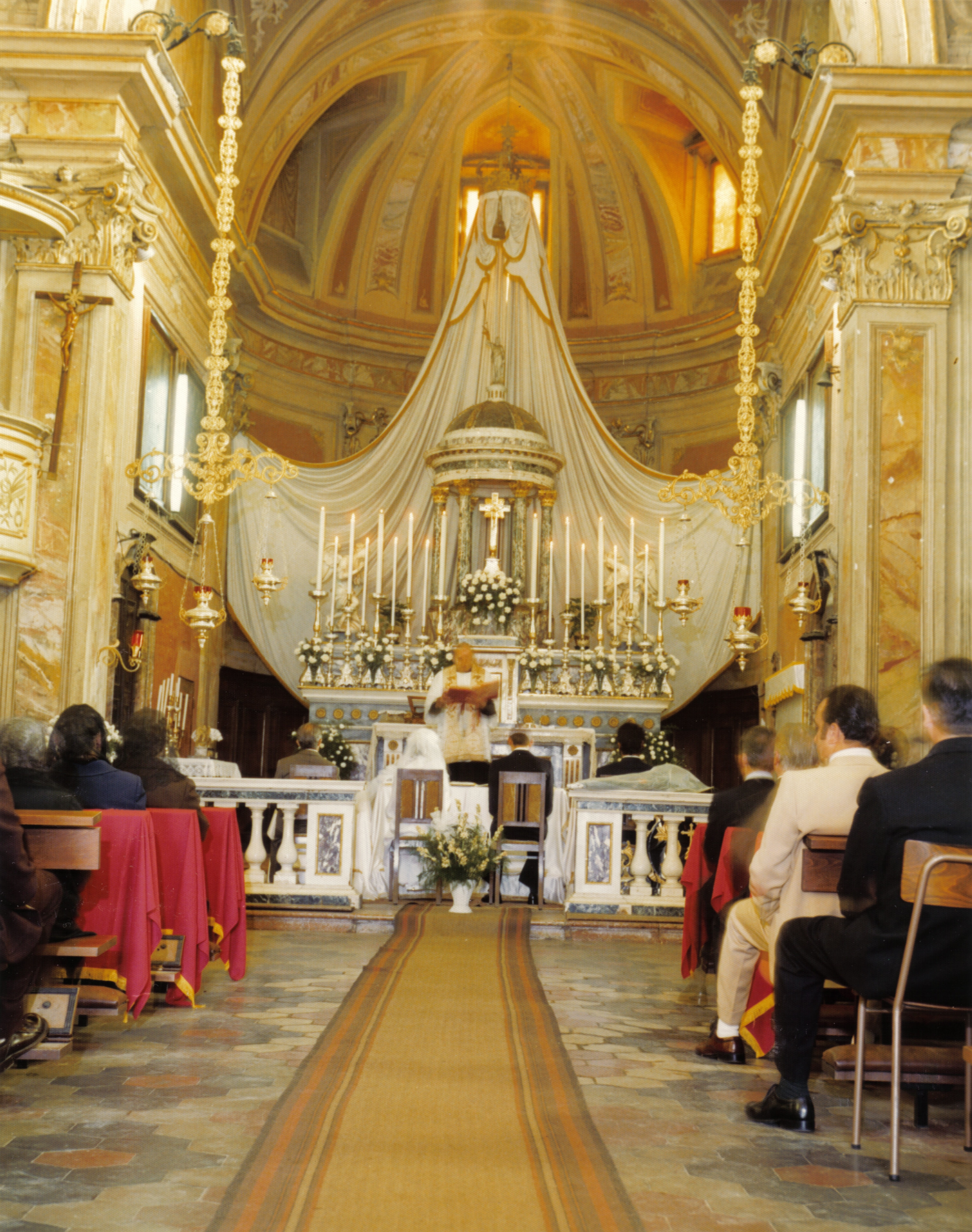
Interno della chiesa (1972). Si nota il vecchio pavimento, prima del restauro

Al XV secolo risalgono i primi documenti della chiesa. Si sa ad esempio che nel 1435 il rettore era Lancillotto degli Airoldi. Il titolo di rettore (corrispettivo del tempo per "prete") veniva ai tempi assegnato dal prevosto, nel nostro caso quello di Brivio, su richiesta del signore locale o della popolazione.
In quel periodo le mancanze effettuate nei confronti della chiesa erano punite con la scomunica. Lo stesso Lancillotto la subì quando, il 16 novembre 1435, due cittadini dichiararono davanti ad un notaio di averlo visto celebrare una funzione nella chiesa di San Paolo. La scomunica non gli impedì di continuare nel suo compito di rettore, tanto che successivi documenti del 1443 riportano ancora il suo nome.
A Lancillotto successe Antonio Carpani, e poi un certo Lorenzo de Leone. Questo Lorenzo dovette fronteggiare una rivendicazione territoriale degli abitanti di Sartirana (1471), che accusavano il rettore di sfruttare terreni non dipendenti da lui. La questione finì davanti al vicario arcivescovile che diede loro ragione.
Da un documento del 1516 scopriamo che un certo Arcangelo de Casate subentrò a Venturino da Casate.

### Il tempo di San Carlo

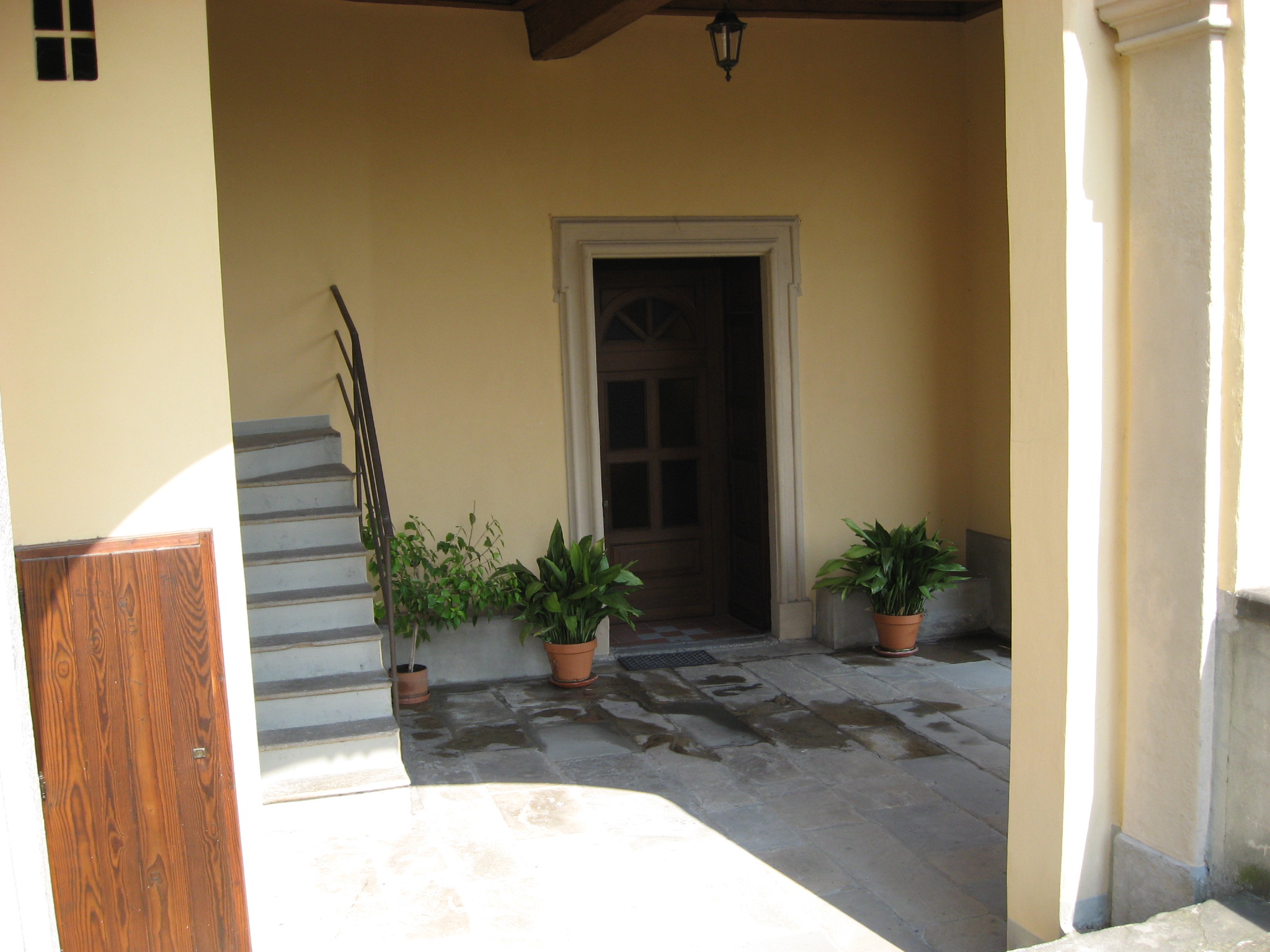
L'entrata della cappella di Sant'Anna. La scaletta sulla sinistra conduce all'organo della chiesa

Nel XVI secolo San Carlo Borromeo iniziò a spedire emissari in tutta la regione per fare un inventario della situazione economico-religiosa. L'incaricato che raggiunse Imbersago, parlando dell'attuale curato di Imbersago Gaspare Fumagalli, lo accusò di essere stato incriminato perché simoniaco, ovvero per aver lucrato sui beni sacri. Un altro visitatore segnalava in paese la presenza di streghe e stregoni, ovvero di persone dedite a malocchio ed esorcismo.
La prima visita di San Carlo ad Imbersago risale al 26 settembre 1571, dopo che i suoi inviati avevano redatto una dettagliata descrizione quattro anni prima. Questa relazione è una preziosa fonte di informazioni visto che si tratta praticamente di un preciso diario di viaggio, e che elenca i beni associati alla chiesa.
Si inizia accennando ad un tabernacolo in legno collocato sopra l'altare maggiore. Sopra al tabernacolo si trovava un ostensorio, ma non c'erano segni di nessuna pisside. Accenna anche alla mancanza del battistero ed al sacrario che si poteva chiudere a chiava. Si scopre che il rettore del tempo è Gaspare Fumagalli, con funzioni in almeno 3-4 giorni a settimana.
La comunità del tempo è formata da circa 100 famiglie. Sono presenti libri di battesimi e matrimoni, mentre è completamente mancante un censimento della popolazione ed il catasto delle relative abitazioni. L'altare maggiore dispone di una pietra consacrata. Si cita anche la presenza di un secondo altare laterale, ornato da un dipinto dei re Magi e da un arco, ma senza predella. Si avanzano dubbi sul fatto che la chiesa sia mai stata consacrata. Alla chiesa manca la sagrestia, e le pareti sono state recentemente imbiancate dallo stesso rettore. È presente un campanile con una singola campana.
Si accenna al fatto che la chiesa è decisamente piccola rispetto alla popolazione servita, ma il curato si giustifica dicendo che molti dei suoi cittadini seguono le funzioni tenute in altre chiese, anche fuori dai confini della cittadella. Il cimitero adiacente alla chiesa è chiuso.
Nell'elenco dei paramenti si notano alcuni pezzi pregiati tipo: un calice con la coppa d'argento, un pianeta di damasco ed un crocefisso d'argento.
Nella conclusione del rapporto il visitatore suggerisce alcuni interventi manutenzione, tra cui lo spostamento all'esterno delle sepolture, la costruzione della soffittatura ed il livellamento del pavimento. Inoltre proponeva la costruzione di una seconda campana, del battistero e del confessionale. Il rettore fece tutto il possibile, pagando di tasca propria l'imbiancatura delle pareti, la rimozione delle predelle, e l'acquisto di paramenti (dopotutto aveva da farsi perdonare il peccato di simonia).

### XVII e XVIII secolo

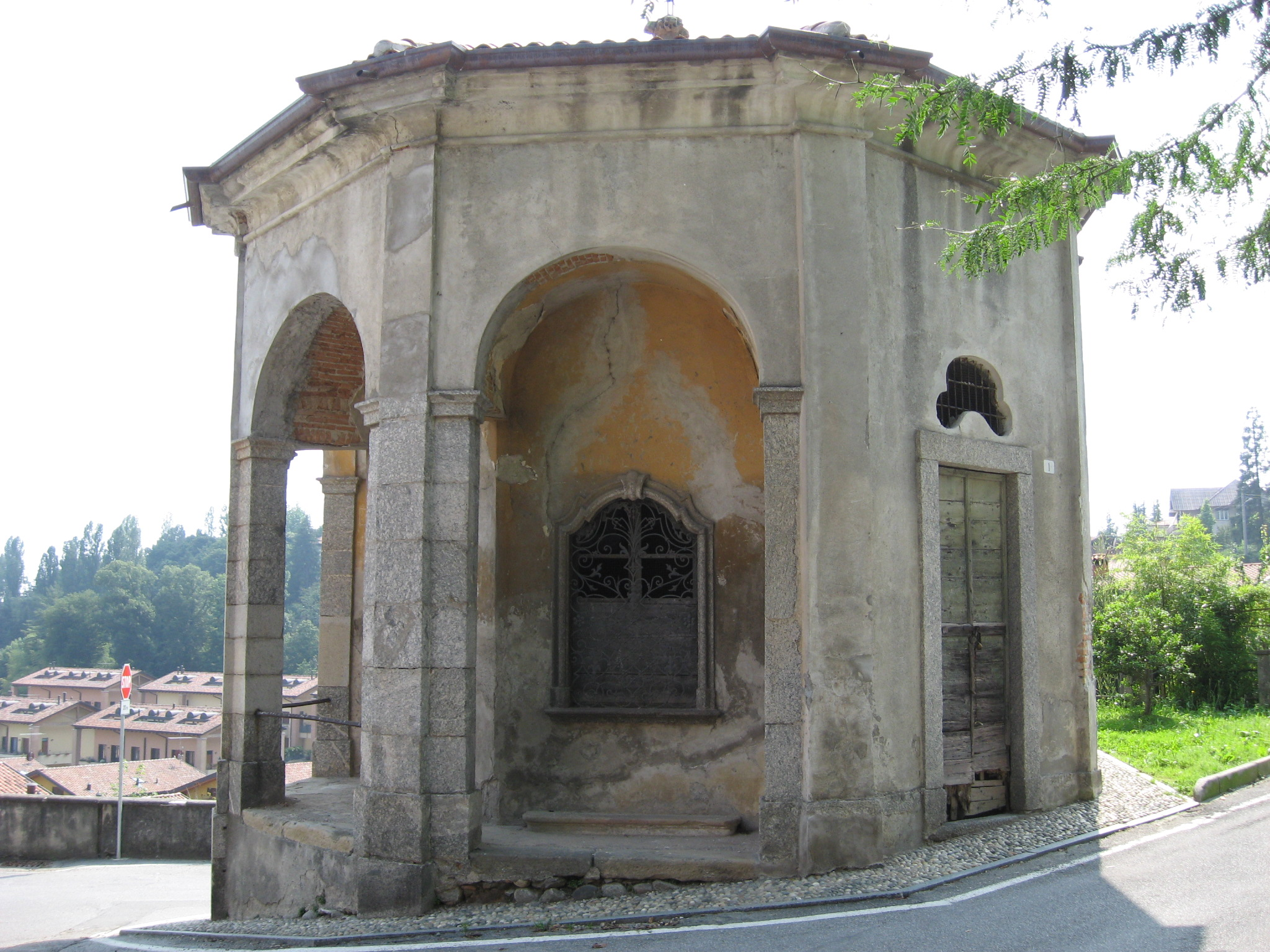
L'ossario costruito nel piazzale della chiesa

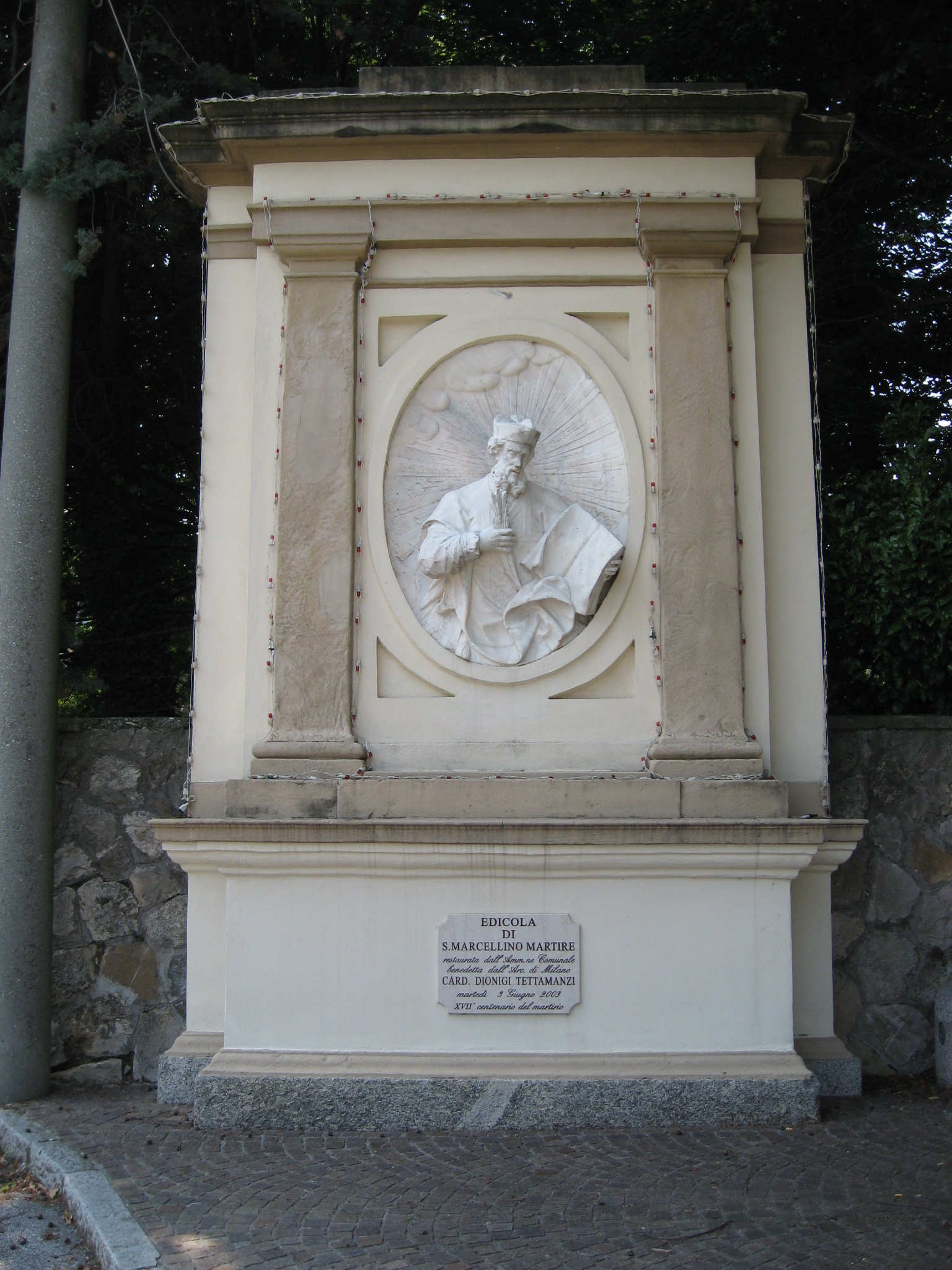
L'edicola eretta a 100 metri dalla chiesa

San Carlo era sicuramente contrario alla divisione delle risorse tra almeno quattro chiese cittadine, preferendo la loro unione che avrebbe favorito la nascita dell'arcipretura di San Marcellino. Arcipretura che venne concessa da Papa Clemente VIII a Giovanni D'Adda il 7 gennaio 1615. Questa nomina potrebbe essere stata supportata dai potenti signori D'Adda, di cui il rettore era parente, sia dei Landriani, visto che il loro cappellano risiedeva a Roma in quel periodo. La chiesa subì restauri e nuove aggiunte dal 1608 al 1624, mentre nel 1643 venne aggiunto l'oratorio di Sant'Anna, ancora esistente ma in disuso.
Nel 1721 Carlo VI fece redigere un catasto, da cui risultava che la chiesa di San Marcellino era parte di una formazione a corte con edifici residenziali.
Nel 1754 il cardinale Pozzobonelli descrisse la chiesa; confrontando questo documento con la relazione del 1567 del visitatore di San Carlo si possono scoprire le modifiche intervenute nel frattempo:
- L'altare laterale dedicato ai Magi è stato sostituito da due altari dedicati rispettivamente alla Madonna del Rosario e a Sant'Antonio di Padova.
- Creato il battistero che era stato richiesto da San Carlo.
- Costruzione dell'ossario all'esterno della chiesa.
- Nonostante le richieste di San Carlo rimanevano tre sepolture in chiesa. Pozzonbelli ne chiese lo spostamento ad eccezione di quella dei sacerdoti.

Nel 1760 si iniziò a discutere della ridotta dimensione della chiesa, e si propose una ristrutturazione iniziando a compilare le varie richieste burocratiche per finanziamenti ed autorizzazioni. L'esposto ufficiale venne spedito nel 1769. La risposta affermativa delle autorità arrivò il 26 marzo 1789. I lavori di progettazione vennero affidati ad un architetto emergente, Luigi Canonica, di soli 25 anni; in seguito lo stesso canonica divenne uno dei maestri dell'architettura neoclassica lombarda, ed il suo progetto è esposto a Lugano.
Al XVII secolo risale anche la raffigurazione di San Marcellino presente in un'edicola ad un centinaio di metri dalla chiesa, ai piedi della stradina che conduce alla Torre Bellavista. Nel 1789 venne incaricato l'architetto Canonica (allievo di Giuseppe Piermarini) di modifiche alla struttura. Queste modifiche si riferiscono ad un allungamento della pieve ed al rifacimento della facciata.

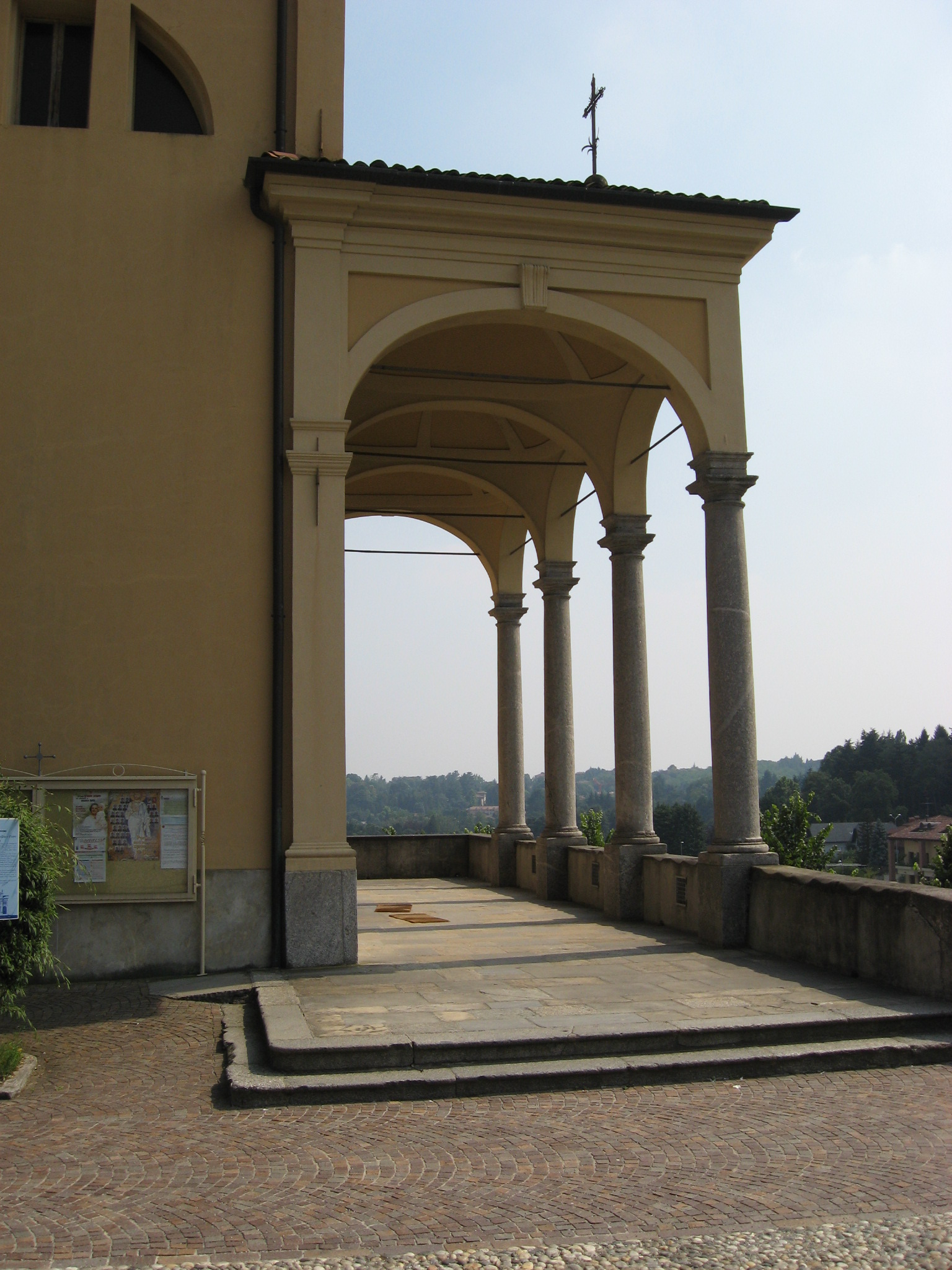
Il pronao, ristrutturato di recente

## Descrizione
La chiesa ha una strutta a singola navata, con due cappelle sui lati. Tra il presbiterio ed il resto della chiesa c'è una balaustra in marmo. L'altare è bianco, ed è stato costruito da Alessandro Verdi, così come l'ambone. Sopra all'entrata si trova un ballatoio con un organo prodotto dai Serassi.
Il sagrato comprende un pronao colonnato, ed una scalinata che scende costeggiando l'antico oratorio di Sant'Anna.